# Украли Старого Тоомаса
«Украли Старого Тоомаса» (эст. Varastati Vana Toomas) — советский музыкальный фильм, снят на киностудии «Таллинфильм».
В картине снялись популярные эстонские артисты 1960—1970-х годов — солист оперетты Эндел Пярн, ансамбль «Лайне», эстрадные оркестры под управлением В. Людвиковского, П. Сауля и Я. Рябова, певцы Марью Куут и Эльс Химма, вокалист группы «Ритм» Андрес Отс, Уно Лооп и дирижёр Эри Клас, этот фильм — дебют в игровом кино Иво Линна. Как мастер разговорного жанра в одном из эпизодов фильма выступил известный эстонский артист эстрады Владимир Сапожнин (1906—1996).
Премьера 15 февраля 1971 года в Таллине, 14 февраля 1972 года в Москве.

## Сюжет
Бьют часы церкви Пюхавайму, на экране плывут картины Старого Таллина… Два учёных (Эндель Пярн и Харди Тийдус) знают все истории города, но всегда ли они могут точно сказать — это было, этого не было?
Старый Тоомас (Кальё Кийск) — верный городской страж — как и всегда, стоит на своём посту на шпиле Ратуши. Молодые люди, парень и девушка (Рейн Аедма и Юлле Кони), летней ночью идут по старинной улице. На стене дома нарисовано пронзённое стрелой сердце, девушка, улыбаясь, смотрит на парня. Из галереи выходит молодой человек с гитарой (Иво Линна), он поёт о любви. Их видит Старый Тоомас, он тоже улыбается, но треск мотоциклов, вылетающих на площадь, нарушает романтическую атмосферу. Мотоциклисты гоняют по площади, берут в кольцо влюблённую пару, не дают пройти, исполняемый ими танец становится угрожающим. Видя грозящую опасность, Старый Тоомас решительно покидает свой пост. При приземлении на площадь он неловко падает на камни, теряет шляпу, но не решимость.
Увидев грозящего мечом рыцаря, хулиганистые мотоциклисты ретируются. Под охраной рыцаря влюблённые решают погулять по городу. Город просыпается, дворник (Андрес Отс) метёт улицу и поёт, его пение сопровождает танцем девичья хореографическая группа… Многочисленные туристы заполняют главную городскую площадь. Все с изумлением замечают, что главный Таллинский символ, Старый Тоомас на шпиле Ратуши, исчез! Украли Старого Тоомаса!
Учёные бросаются на поиски, они быстро находят закатившуюся за колонну Ратуши шляпу Тоомаса. Осматривая город с башни Ратуши, они замечают и его самого среди прохожих внизу на площади, но Старый Тоомас вовлечён в городскую жизнь — останавливает невежливого пассажира такси, спасает бабушку, оглушённую музыкой ВИА, подарив ей свои беруши времён Ливонской войны, наблюдает водружение воссозданного шпиля церкви Нигулисте и строительство новой гостиницы Виру, отправляется на автобусную экскурсию по новым районам города… При этом он не забывает защищать, помогать, направлять, ему даже удаётся выстрелить в привидевшихся ему врагов города из пушки, случайно едва не прикончив при этом учёных, он борется с курением, отнимая сигареты у молодых девушек, а дамы в возрасте сами тушат их под его строгим взглядом.
Вид Тоомаса в старинных латах смущает прохожих, и его новые друзья предлагают ему переодеться, тётя девушки работает в театре «Эстония» и вся компания отправляется туда. Латы и меч оставляют у входа в театр, где ими завладевают собирающие металлолом пионеры, но бдительным учёным удаётся спасти эти реликвии.
Временами Тоомас начинает грезить о своей даме сердца — театральной приме (Марью Куут), которую он случайно встретил в театре.
Фильм заканчивается сценами грандиозного народного праздника — звучит музыка, сотни людей в национальных костюмах танцуют на широком поле, тысячи зрителей смотрят это представление. И Старый Тоомас, и разыскивающие его учёные — в числе зрителей. Артист в костюме Старого Тоомаса (Эйнари Коппель) исполняет песню о себе, о городе, о его жителях. Старый Тоомас пытается конфликтовать со своим двойником и даже отрывает тому ус, но потом роняет слезу и вспоминает, что покинул свой пост. Он вскакивает со своего места среди зрителей, осторожно забирает у заснувших учёных свои доспехи и мчится в город. Жители удивлённо смотрят, как он отважно взбирается по стенам и крышам к своему шпилю. С площади на него смотрят влюблённые парень и девушка. Заняв свой пост, он улыбается им в ответ и тихонько роняет цветок девушке, и она стоит, осыпаемая цветами, на площади.
Учёные просыпаются на своей скамье, праздник окончился — они одни, найденные ими доспехи исчезли… А может быть, всё это им только приснилось?

## В ролях
| Актёр             | Роль                                                                                         |
| ----------------- | -------------------------------------------------------------------------------------------- |
| Кальё Кийск       | Старый Тоомас (озвучивание — Георгий Вицин)                                                  |
| Рейн Аедма        | молодой человек (озвучивание — Игорь Ясулович}                                               |
| Юлле Кони         | девушка (озвучивание — Валентина Хмара)                                                      |
| Эндель Пярн       | темпераментный учёный                                                                        |
| Харди Тиидус      | флегматичный учёный (озвучивание — Юрий Саранцев)                                            |
| Владимир Сапожнин | прохожий в берете, меломан                                                                   |
| Маре Хелластэ     | гид в автобусе / прохожий в кепи / неудачливый пассажир такси / ассистент в съёмочной группе |
| Иво Линна         | певец                                                                                        |
| Вольдемар Куслап  | певец                                                                                        |
| Андрес Отс        | весёлый дворник                                                                              |
| Эйнари Коппель    | артист, изображающий Старого Тоомаса на параде                                               |
| Марью Куут        | Мари актриса в театре                                                                        |
| Линда Тубин       | бабушка                                                                                      |
| Катрин Мяннико    | девочка, начинающая певица                                                                   |

## Картины Старого Таллина

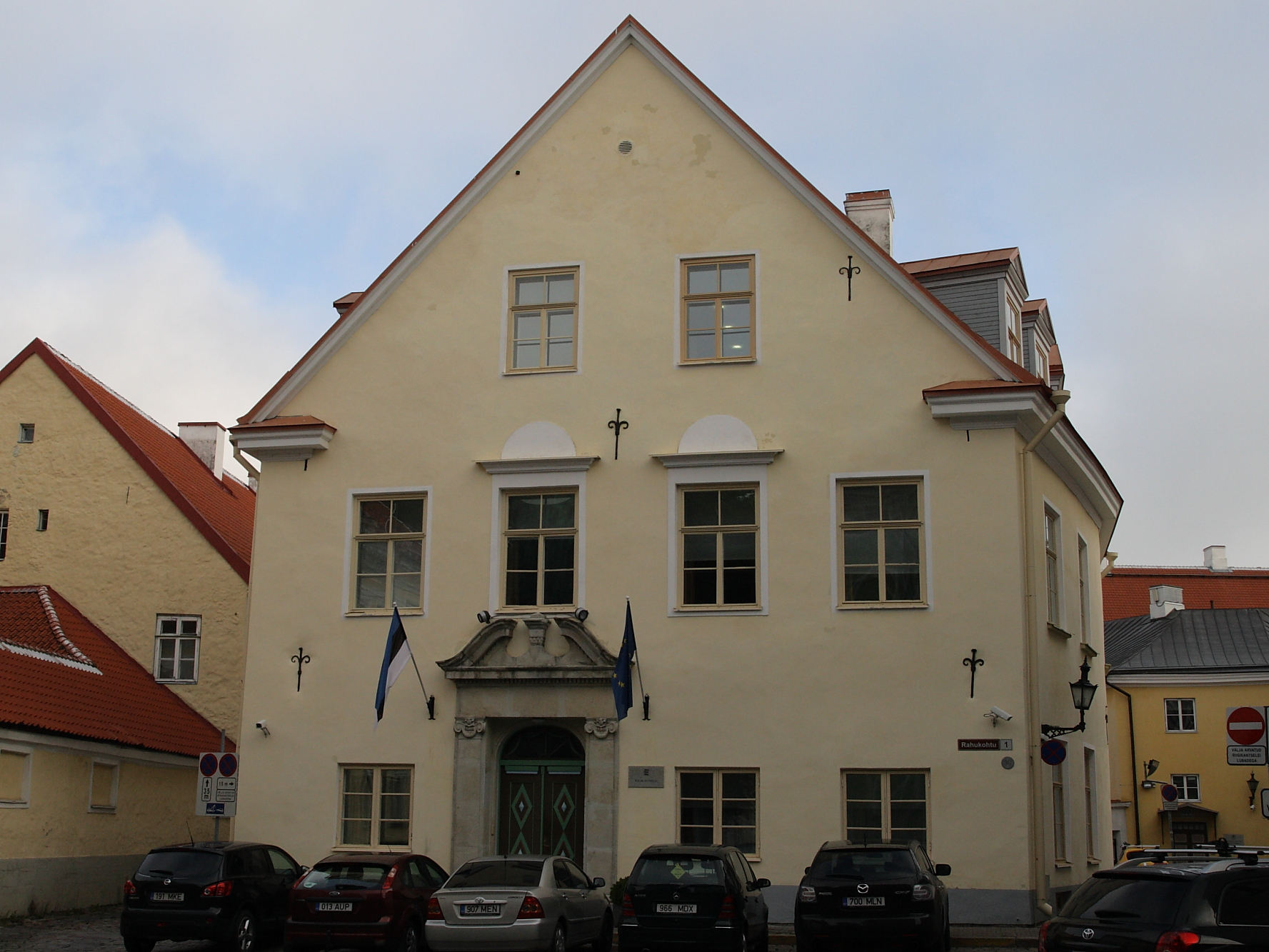
Рахукохту, д. 1

В фильме показаны многие исторические места Таллина, какими они выглядели в 1970 году.
Сцены неприятной встречи влюблённой пары с мотоциклистами разворачиваются на Ратушной площади.
Герои фильма часто проходят по улице Пикк-ялг. Через ворота Люхике-Ялг выходит Старый Тоомас, он трогает решётку ворот — она та же, что и сейчас. Тоомас заглядывает внутрь башни Толстая Маргарита, она ещё не реконструирована, стоит без крыши, с пустыми «глазницами» амбразур, на стенах кое-где выросла трава.
Дворник (Андрес Отс) метёт площадь перед домом № 1 по улице Рахукохту.
Беседа Тоомаса с прохожим-меломаном (Владимир Сапожнин) происходит на фоне стен здания бывшего монастыря доминиканцев.
Тоомас помогает завезти детскую коляску на высокий парапет у Больших морских ворот.
На площади перед Домским собором выступает ВИА.
Съёмки фильма, в которые вмешивается Тоомас, проходят на улице Тоом-Кооли.

## Съёмочная группа
- Режиссёр — Семён Школьников
- Оператор — Игорь Черных